# General Mills
General Mills, Inc. – amerykańskie przedsiębiorstwo branży spożywczej, z siedzibą w Golden Valley w stanie Minnesota.
Firma znajduje się na liście Fortune 500 i jest jednym z największych producentów żywności w Stanach Zjednoczonych. Głównymi markami należącymi do General Mills są m.in. Betty Crocker, Yoplait, Pillsbury, Green Giant, Häagen-Dazs, Old El Paso oraz Cheerios.
General Mills wraz z Nestlé jest współudziałowcem w spółce joint venture Cereal Partners Worldwide.